# 래노에스터카도

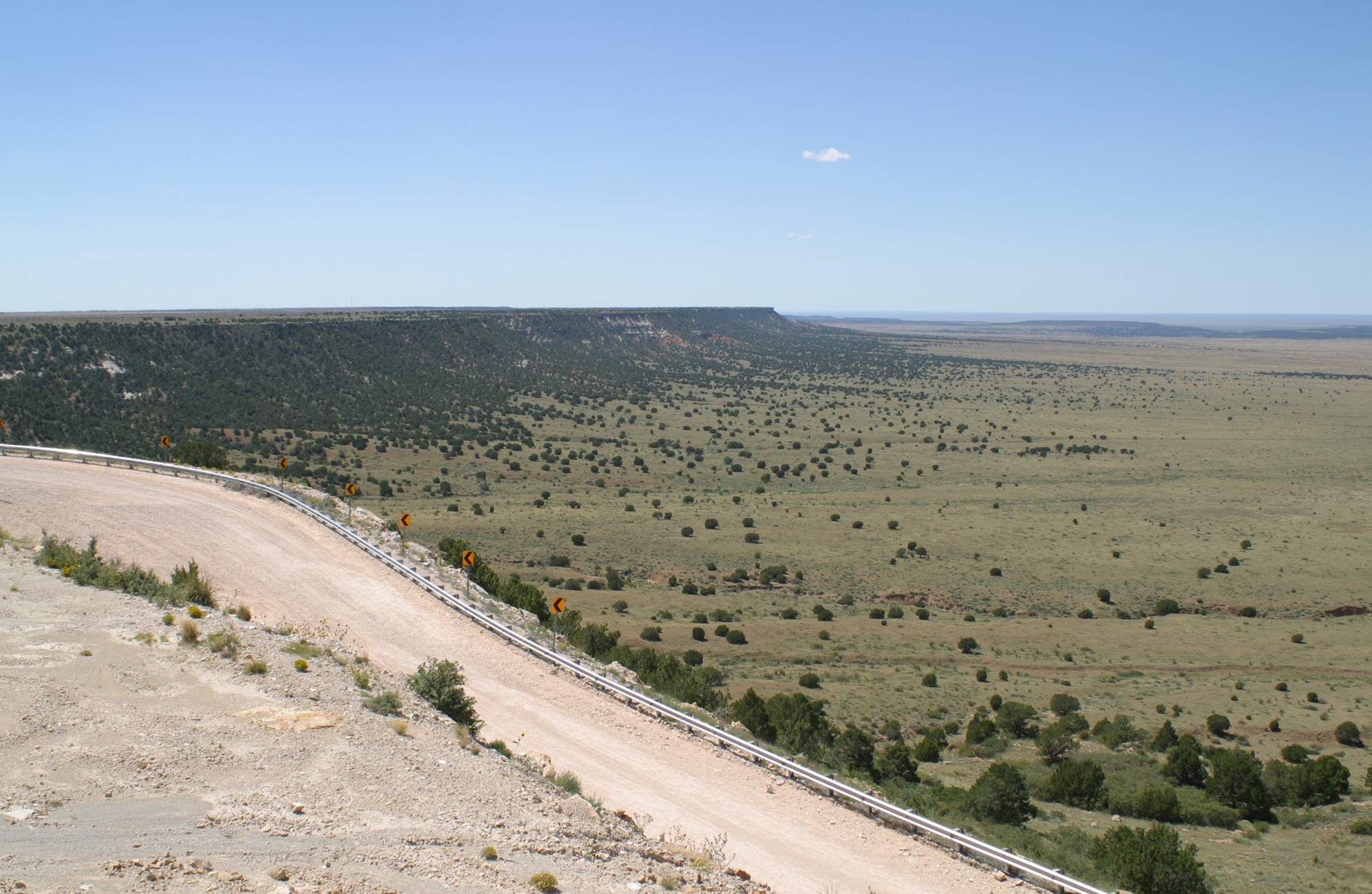

래노에스터카도(Llano Estacado, IPA: [ˈlænoʊˌɛstəˈkɑdoʊ])는 미국 서남부 텍사스주 서부와 뉴멕시코주 동부에 걸쳐 있는 고원이다. 해발고도 800m~1200m의 평탄한 지대이다. 기후는 반건조성이나, 관개시설이 잘 되어 있어, 밀과 면화의 재배가 성하며, 가축의 방목도 이루어진다. 석유의 매장량도 풍부하다. 이 지역의 중심지는 북부에서는 애머릴로, 남부에서는 러벅이나, 고립된 지형에 불편한 교통으로 인하여 인구밀도가 높지는 않다.

## 같이 보기
- 오갈랄라 대수층